# Postamt (Iphofen)

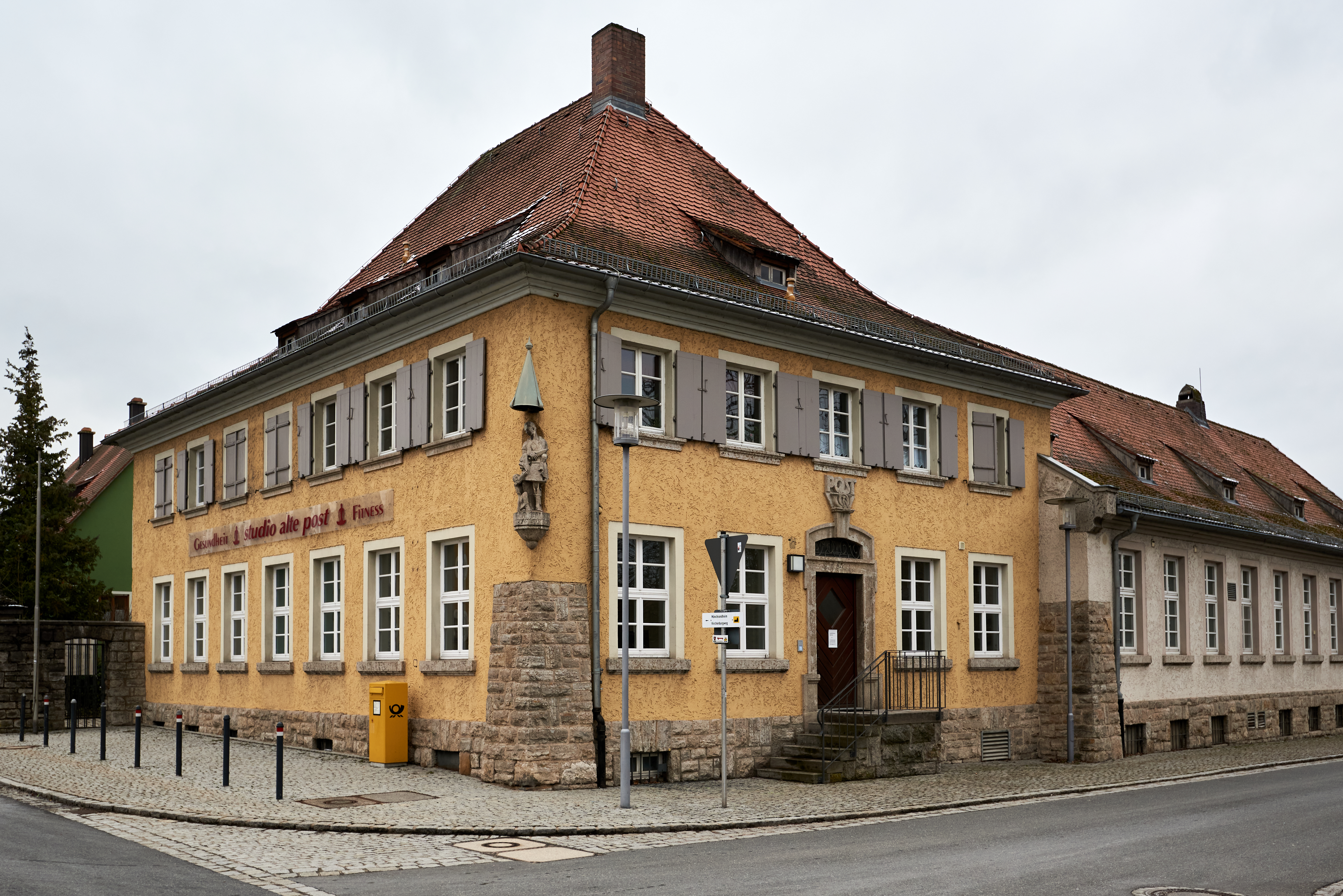
Das ehemalige Postamt in Iphofen

Das ehemalige Postamt (Adresse Bahnhofstraße 24, Adresse des Anbaus Am Stadtgraben West 1) der Stadt Iphofen im unterfränkischen Landkreis Kitzingen ist als Baudenkmal eingeordnet.

## Geschichte
Das Postwesen in der Stadt Iphofen war noch in der zweiten Hälfte des 19. Jahrhunderts vor allem über Postablagen in Privathäusern abgewickelt worden. Nach dem Ersten Weltkrieg wurde die Stadt dem Landzustellbezirk Mainbernheim zugeteilt, 1922 wurde sie Markt Bibart unterstellt. Die Postagentur war in wechselnden Privathäusern untergebracht, wobei die Situation von den Bewohnern der Stadt als unzureichend angesehen wurde. Den Ausschlag für einen Neubau gab die Notwendigkeit eines Verstärkeramtes für das zwischen Nürnberg und Frankfurt am Main verlaufende Fernkabel. Im geplanten Gebäude sollten Telegrafen- und Postamt untergebracht werden. Die Stadt Iphofen stellte daraufhin der Deutschen Reichspost unentgeltlich einen Bauplatz an der Einmündung der Bahnhofstraße zur Verfügung.
Bereits im Juni 1924 konnte mit dem Bau begonnen werden. Für 109.800 Mark entstand das Bauwerk und wurde am 1. März 1925 eingeweiht. Iphofen erhielt mit der Eröffnung ein Postamt, in dem auch das Ortsfernnetz untergebracht wurde. 1936 wurde das Verstärkeramt Iphofen um einen Anbau erweitert. Im Zuge der Besetzung Iphofens wurde das Postamt 1945 von den Amerikanern eingenommen. Kurzzeitig wurde die Post in den nächsten Monaten im Rathaus untergebracht. 1958 wurde Iphofen dem Leitpostamt in Kitzingen zugeordnet. Ein Jahr später endete die Zustellung mit Handkarren durch die Einführung der motorisierten Post. 1973 wurde das Gebäude renoviert. Im Zuge der Postprivatisierung wurde die Iphöfer Filiale 1998 geschlossen, eine Agentur zog in ein Kaufhaus in der Altstadt ein. Das Gebäude wurde 2005 von der Stadt erworben, 2017 zog hier die städtische Forstverwaltung ein.

## Beschreibung
Das ehemalige Postamt wird vom Bayerischen Landesamt für Denkmalpflege als Baudenkmal eingeordnet. Es liegt außerhalb des Ensembles Altstadt Iphofen in der ehemaligen Martinsvorstadt und ist über Sichtachsen mit dem mittelalterlichen Baubestand verbunden. Dies erklärt auch die Bauweise im Heimatstil der 1920er Jahre. Das Haus präsentiert sich als zweigeschossiger Walmdachbau in Ecklage. Ein eingeschossiger Flügelanbau ist im gleichen Stil gehalten. Das Hauptportal mit Vorlege und Kalksteingewände ist der Stadtseite zugewandt. Es schließt mit einem steinernen Posthorn-Relief ab. An der Nordostecke wurde die Heiligenfigur des Patrons St. Martin angebracht. Der Anbau wird von insgesamt zwölf Fensterachsen durchlichtet.